# Alí Chumacero
Antonio Eustolio Mohamed Ally Chumacero Lora, conocido como Alí Chumacero (Acaponeta, 9 de julio de 1918 - Nayarit, 22 de octubre de 2010) fue un poeta, ensayista y editor mexicano. Como poeta, sus obras son Páramo de sueños, Imágenes desterradas y Palabras en reposo. Fue también conocido por su trabajo editorial entre el que destaca la edición y revisión de la novela icónica Pedro Páramo de Juan Rulfo. Trabajó muchos años en el Fondo de Cultura Económica, y se relacionó con diversas personalidades del círculo cultural mexicano del siglo XX. Recibió premios y reconocimientos como el Premio Xavier Villaurrutia, el Premio Internacional Alfonso Reyes y el Premio Nacional de Ciencias y Artes. 

## Biografía
Alí Chumacero nació el 9 de julio de 1918 en el Barrio de la Ch de la ciudad de Acaponeta, Nayarit, siendo el tercero de seis hijos de Mohamed Alí Chumacero y María Lora. A los seis años su madre lo lleva a Guadalajara, Jalisco junto con sus hermanos Luis y Juan, donde terminarían sus estudios de primaria y secundaria en el Colegio Manuel López Cotilla. Ingresa a la Escuela Preparatoria de Jalisco en 1932, donde tuvo como maestros a Enrique Díaz de León y al arquitecto Agustín Basave del Castillo Negrete. De acuerdo con su hermano Alfonso, Alí es expulsado de la preparatoria porque «se metió de comunista». En junio de 1937, Chumacero se muda a la Ciudad de México con el fin de ingresar a la Universidad Nacional Autónoma de México (UNAM), en la Facultad de Filosofía y Letras, para comenzar sus estudios de licenciatura. Inicialmente no consigue inscribirse por haber reprobado (suspendido) materias en Guadalajara y carecer de documentos de la preparatoria, por lo que entra de oyente. Se aloja en un cuarto de vecindad en la calle de Costa Rica, cercana al barrio de Tepito, y comienza a leer a los poetas del grupo de los Contemporáneos en la Biblioteca del Congreso de la Unión. En ese período Chumacero sufrió de pobreza (vivía junto con cuatro personas en un espacio de 5 metros por 5 metros y dormía en el suelo), pero también fue una etapa de enriquecimiento cultural, ya que tenía tiempo para leer las obras que le interesaban, como por ejemplo Salvador Novo, Carlos Pellicer, Xavier Villaurrutia y Gilberto Owen.
Al entrar a la universidad conoce al filósofo español exiliado en México José Gaos, quien sería su maestro durante sus estudios en la Facultad de Filosofía y Letras. Con la publicación de Tierra Nueva comenzó a conocer escritores como Octavio Paz, quien le presentó al entonces cónsul de Chile en México Pablo Neruda en el funeral de Silvestre Revueltas. Dentro del grupo de los Contemporáneos Chumacero estableció una relación de amistad con Gilberto Owen.
Chumacero fue descrito por muchos de sus conocidos como un «hombre amable, simpático y buen conversador». En sus palabras: «La seriedad es una forma de la muerte. Por eso nunca hice una carrera, que es el sueño de todo hombre solemne: tener éxito, poder, autoridad. El hombre alegre tiene, por supuesto, momentos de sosiego para ponerse a escribir y debe aprovecharlos a plenitud». Se describía a sí mismo como un «obrero de las letras» cuyo oficio era el de corrector y tipógrafo. Por su parte, colegas como Eduardo Lizalde lo describieron como un «eminente poeta, eminente editor, sabio; un poeta de los más importantes». El poeta Jaime Labastida dijo de Chumacero que era un hombre generoso, noble y sencillo.
Tuvo cinco hijos en su matrimonio con Lourdes de Chumacero. Víctima de neumonía, falleció a los 92 años el 22 de octubre de 2010.

## Trayectoria profesional

### RevistaTierra Nueva
Alí Chumacero escribió sus primeros poemas en 1936 en Guadalajara, los cuales permanecieron inéditos. A los 19 años de edad, durante su etapa de estudiante universitario, fundó Tierra Nueva con el apoyo de Mario de la Cueva, quien fuera secretario general de la universidad. Fue codirector de la revista desde el primer número que aparece en 1940 hasta 1942, junto con José Luis Martínez, Leopoldo Zea y Jorge González Durán. En esta revista los autores buscaban un equilibrio entre la espontaneidad e innovación de la modernidad y el rigor del estudio literario propio de los maestros de este arte. El 15 de abril de 1938 escribió su primer poema publicado, «Poema de amorosa raíz», en la Biblioteca Nacional de México, que en ese tiempo estaba ubicada en el Antiguo Templo de San Agustín. El poema apareció en el primer número de Tierra Nueva.

### Poesía
La obra poética de Chumacero es breve, tres libros y un total de no más de doscientas páginas. Después de Palabras en Reposo publicado en 1956 no escribió más poesía, lo cual provocó comparaciones con su amigo Juan Rulfo, quien publicó solamente dos libros.

### Editor, crítico y académico

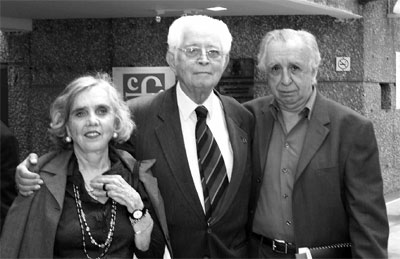
Elena Poniatowska, Alí Chumacero y Vicente Leñero, frente a la CFE en 2005

En 1942 Octavio G. Barreda lo invitó a colaborar en la revista Letras de México y después en El Hijo Pródigo. Fue también fundador y redactor entre 1949 y 1951 de México en la cultura, suplemento del periódico Novedades. Fue becario de El Colegio de México en 1952 y del Centro Mexicano de Escritores entre 1952 y 1953. Entre 1962 y 1971 colaboró con Fernando Benítez en el suplemento «La cultura en México» de la revista Siempre!. En 1964 es admitido a la Academia Mexicana de la Lengua. Fue miembro honorario del Seminario de Cultura Mexicana.
Como autor, editor, redactor y corrector fue una de las figuras claves en la historia del Fondo de Cultura Económica (FCE), casa editorial para la cual laboró por más de medio siglo de manera intermitente. Fue famoso por haber corregido para el FCE, entre cientos de obras, el Pedro Páramo de Juan Rulfo. Chumacero negó haber mejorado drásticamente la obra con su corrección, limitándose a cambiar una palabra, pero el rumor de que lo hizo persiste.
Desde 1940 a 1970 se dedicó a escribir crítica de manera constante, con su obra en este género siendo recopilada en Los momentos críticos (1987).

### Homenajes

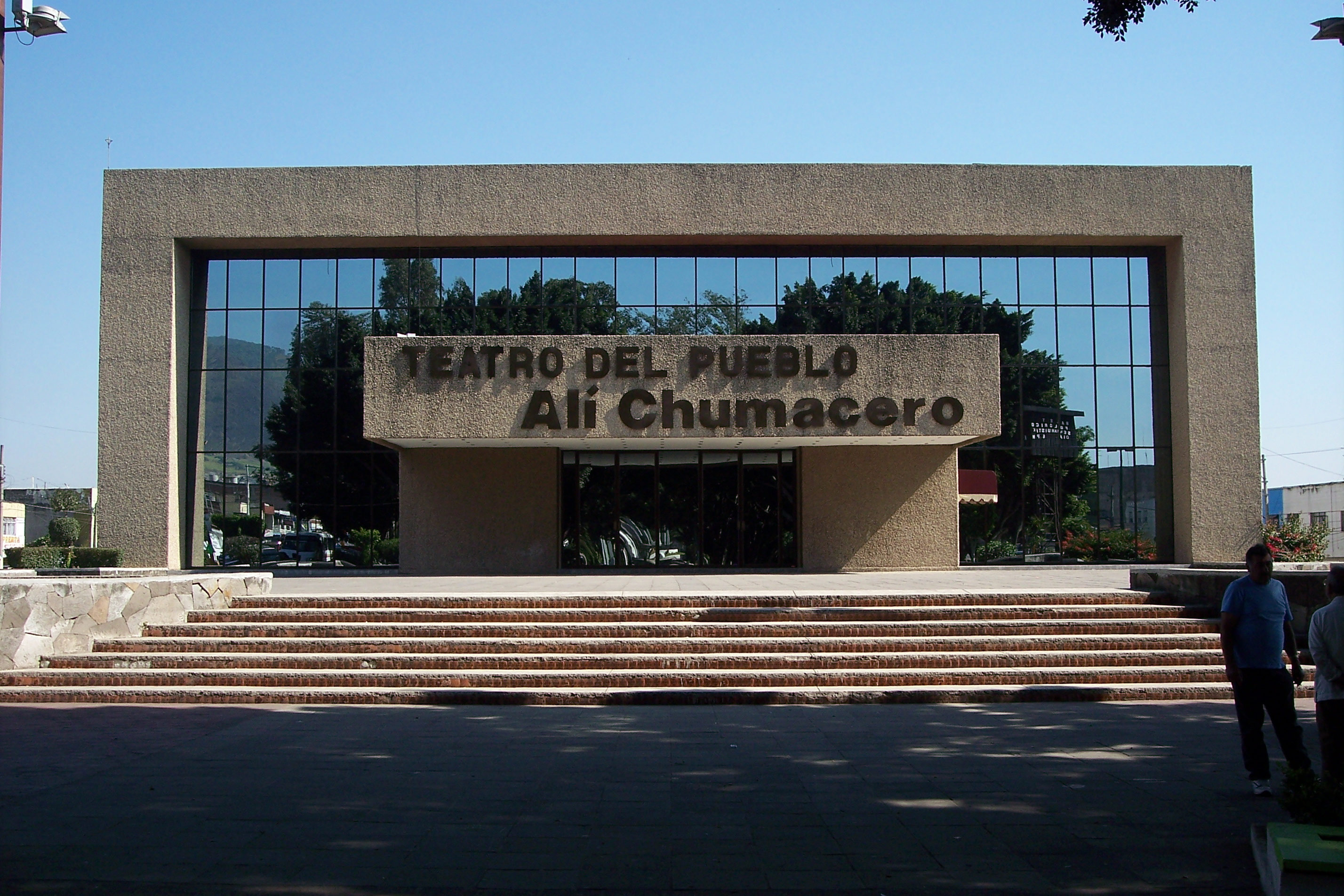
Teatro del Pueblo Alí Chumacero, en Tepic, Nayarit

Por su trayectoria como poeta recibió varios premios entre los que destacan el Premio Xavier Villaurrutia (1984), el Premio Internacional Alfonso Reyes (1986) y el Premio Nacional de Ciencias y Artes en el área de Lingüística y Literatura (1987).
El 24 de junio de 2008 recibió un homenaje con motivo de su cumpleaños 90 en el Palacio de Bellas Artes en la Ciudad de México, con invitados como Dolores Castro, Emmanuel Carballo, Carlos Monte Mayor, y Eduardo Lizalde.
El 9 de julio de 2013, día en que Alí Chumacero habría cumplido los 95 años de edad, la Fundación Miguel Alemán en colaboración con la Secretaría de Cultura del Comité Ejecutivo Nacional del PRI organizó un homenaje con algunos de los amigos cercanos del poeta. La mesa de honor estuvo conformada por cuatro miembros de la Academia Mexicana de la Lengua, Felipe Garrido, Hugo Gutiérrez Vega, Jaime Labastida y Vicente Quirarte.
El 20 de septiembre de 1987 se inauguró el Teatro del Pueblo Alí Chumacero en Tepic, el cual se ha establecido como el recinto cultural más importante del estado de Nayarit.
En 2018, a cien años del nacimiento del poeta, el Instituto Nacional de Bellas Artes y Literatura organizó un homenaje denominado «Miro nacer la tempestad. Cien años de Alí Chumacero». El ayuntamiento de Acaponeta organizó diversas actividades culturales alusivas y declaró 2018 como «Año del Centenario de Alí Chumacero».

## Obra
Poesía
- Páramo de sueños (1944)
- Imágenes desterradas (1948)
- Palabras en reposo (1966)

Edición

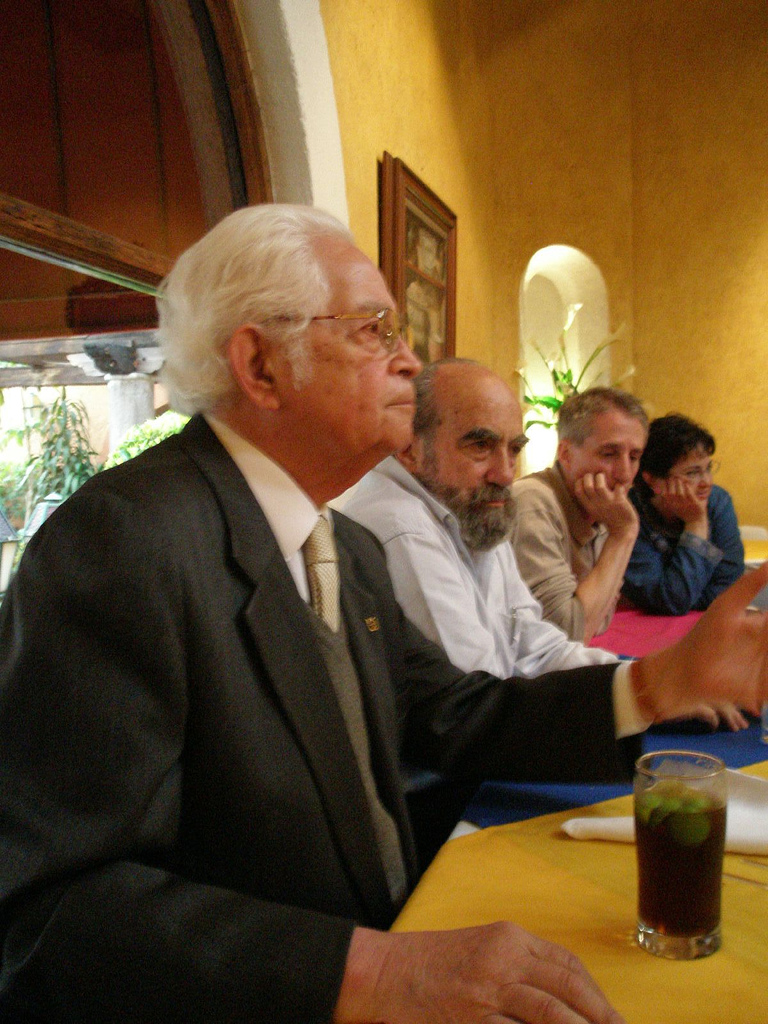
Ali Chumacero en 2006

- Poesía en movimiento: México 1915-1966 (1966)

Crítica
- Los momentos críticos: ensayos y reseñas (1987)

## Estilo, temas e influencias

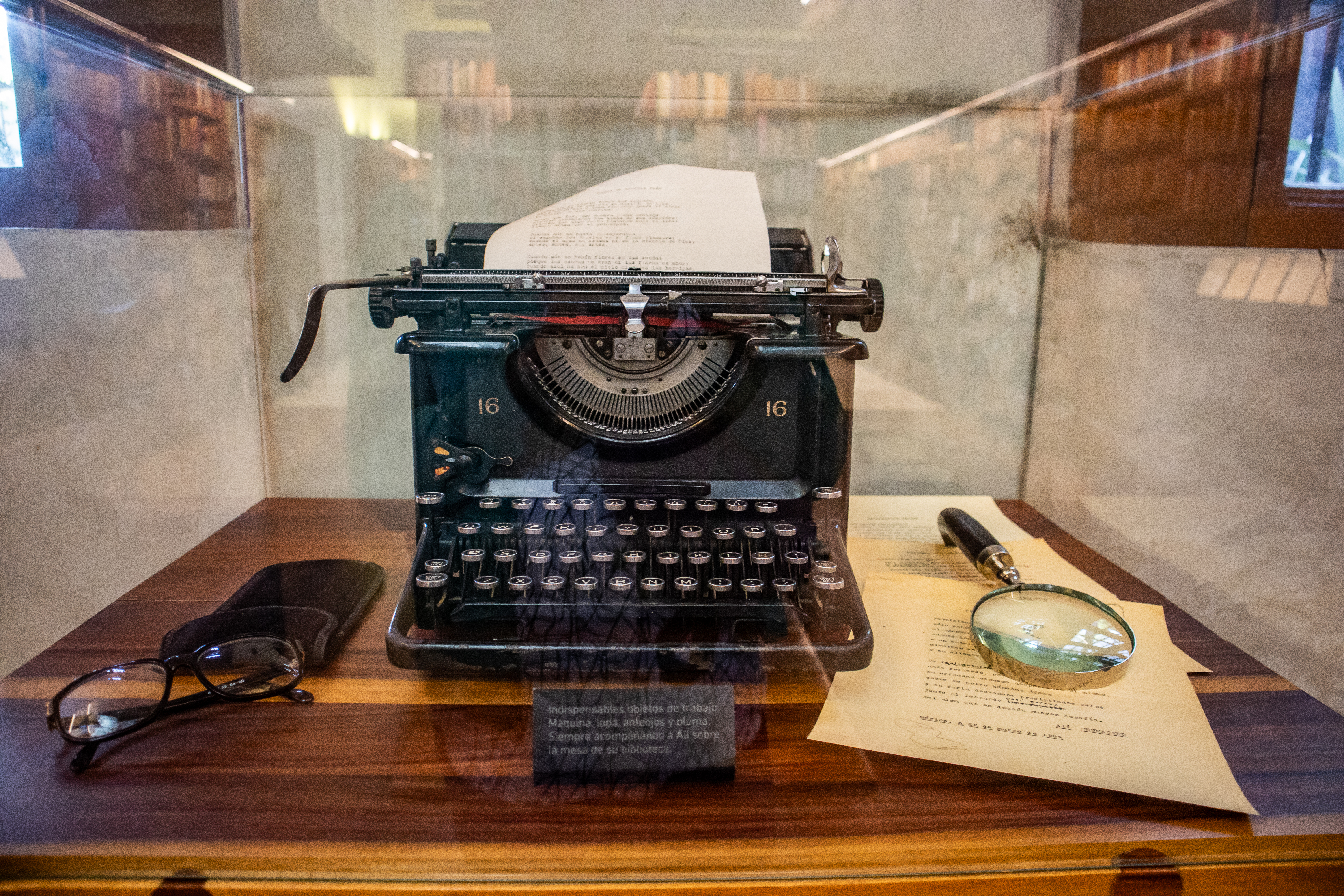
Objetos personales de Chumacero en la Biblioteca México José Vasconcelos.

Durante sus primeros años en la Ciudad de México Chumacero empezó a leer a los Contemporáneos y su poesía fue en parte una continuación de la poesía de este grupo. Sus lecturas tempranas también incluyeron a Enrique González Martínez y a los poetas de la Generación del 27 española, sobre todo a Federico García Lorca y Rafael Alberti, así como a otros dos poetas españoles, Luis Cernuda y Juan Ramón Jiménez. Los poetas que ejercieron mayor influencia en él fueron Xavier Villaurrutia, José Gorostiza, Luis Cernuda, Vicente Huidobro y Vicente Aleixandre, en español, mientras en otros idiomas fueron Paul Valéry, Saint-John Perse, Paul Claudel, Rilke, y T. S. Eliot. La Biblia es también una significativa influencia en su literatura. Octavio G. Barreda, con quien colaborara en las revistas El Hijo Pródigo y Letras de México fue una figura muy importante en la formación literaria de Chumacero. La influencia de Villaurrutia fue particularmente importante, tanto en el estilo barroco y vocabulario de sus poemas, así como en los temas románticos de los mismos, tales como el silencio, la soledad  y la muerte. Otros estudiosos han hablado de conexiones estilísticas con los Contemporáneos, especialmente Elías Nandino, así como afinidad temática con Ramón López Velarde, debido a temas de erotismo y religiosidad. En un libro publicado en 2018 Jorge Asbun Bojalil propone el tema del amor como el foco central de la obra de Chumacero.
El poeta Hugo Gutiérrez Vega señaló que «la poesía de Chumacero no es plástica y en esa profundidad radica su extrañeza». En su contenido la poesía de Chumacero es abstracta, eludiendo lo confesional o lo anecdótico sin llegar a ser fría o distante, e incluye momentos de intensa exaltación y dramatismo. Sus temas favoritos y persistentes son la muerte, el sueño, la verdad, la identidad, el erotismo y el tiempo. Según Vicente Quirarte, Chumacero no es solemne, aunque sí riguroso, buscando escribir versos meticulosos y tardando hasta un año en terminar un poema. El resultado es la perfección formal que caracteriza su obra.

## Reconocimientos

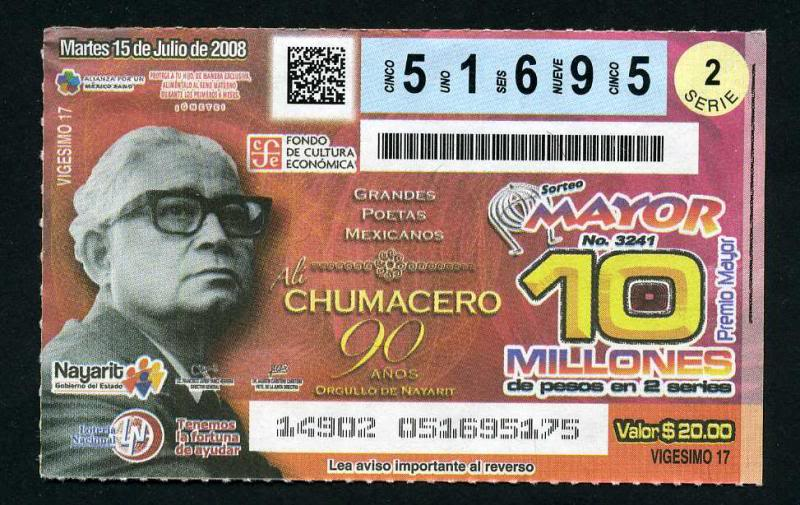
Boleto de lotería conmemorativo

- Premio Xavier Villaurrutia (1980).[18]
- Premio Internacional Alfonso Reyes (1986).
- Premio Nacional de Ciencias y Artes en el área de Lingüística y Literatura (1987).[19]
- Premio Estatal de Literatura Amado Nervo (1993).
- Premio Ignacio Cumplido de la Cámara Nacional de la Industria Editorial Mexicana (1996).[9]
- Medalla Belisario Domínguez del Senado de México (1996).
- Premio Iberoamericano de Poesía Ramón López Velarde (1999).
- Premio de Poesía Jaime Sabines - Gatien Laponite del Seminario de Cultura Mexicana y el Festival internacional de Poesía Trois-Riviéres (2003).